# Бряндинский, Александр Матвеевич
Алекса́ндр Матве́евич Брянди́нский (1 марта 1904 года, д. Исаково, Московская губерния — 4 октября 1938 года, Кербинский район (Район имени Полины Осипенко), Дальневосточный край, РСФСР) — советский лётчик-испытатель, Герой Советского Союза.

## Биография
Родился в крестьянской семье.
В 1919 году окончил гимназию, после чего работал матросом на Волге, санитаром в самарской городской больнице.
В 1924 году окончил рабфак при Московском государственном университете, после чего был призван в Красную Армию.
Проходил обучение в Ленинградском военно-морском училище, откуда был переведён в Севастопольскую военную авиационную школу. После её окончания обучался в спецшколе ВВС, а также на курсах штурманов при Военно-воздушной академии РККА имени Н. Е. Жуковского.
С 1930 года работал лётчиком-испытателем НИИ ВВС. Служил штурманом экипажа по испытанию тяжёлых бомбардировщиков, принимал участие в испытаниях бомбардировщиков ТБ-3, Пе-8, ДБ-3. Участвовал в ряде рекордных полётов. В 1937 году, будучи штурманом у Владимира Коккинаки, совершил на самолёте ДБ-3 ряд дальних перелётов. В том же году в качестве штурмана экипажа установил 3 мировых авиационных рекорда скорости полёта на самолёте ЦКБ-26
27—28 июня 1938 года в качестве штурмана самолёта «Москва», управляемого Владимиром Коккинаки, совершил рекордный беспосадочный перелёт по маршруту Москва — Дальний Восток, протяжённостью 7580 км. За этот полёт ему было присвоено звание Героя Советского Союза.
4 октября 1938 года погиб в авиакатастрофе. В ходе операции по спасению экипажа совершившего вынужденную посадку самолёта «Родина», также выполнявшего беспосадочный перелёт по маршруту Москва — Дальний Восток, но с женским экипажем, его «Дуглас» столкнулся с ТБ-3, на борту которого находился командующий ВВС 2-й отдельной Краснознамённой армии Яков Сорокин. Часть экипажей и пассажиров обоих самолётов успела выпрыгнуть на парашютах, но 15 человек погибли.
В результате расследования происшествия было установлено, что

Сорокин без какой бы то ни было надобности и разрешения центра, но с согласия командования 2 ОКА вылетел на ТБ-3 к месту посадки самолета «Родина», очевидно, с единственной целью, чтобы потом можно было сказать, что он, Сорокин, также принимал участие в спасении экипажа «Родина», хотя ему этого никто не поручал и экипаж «Родина» уже был обнаружен. 
Вслед за Сорокиным на «Дугласе» вылетел Бряндинский, который также не имел на то ни указаний, ни права, целью которого были, очевидно, те же мотивы, что и у Сорокина.— 
Похоронен в Комсомольске-на-Амуре.

## Память
В посёлке Чкаловский (Щёлковский район Московской области) на доме, в котором жил Герой, установлена мемориальная доска.

## Награды
- Герой Советского Союза (17 июля 1938)
- Орден Ленина (17 июля 1938)